# 薩摩錫器
薩摩錫器（さつますずき）は、鹿児島県で製造されている錫の伝統工芸品。
1997年（平成9年）3月24日に、鹿児島県の伝統的工芸品に指定された。

## 概要

### 特長
柔らかな手触りと重量感があり、見た目は、高級感があり光沢がある白に近い柔らかな銀色の美しい姿と、味わい深い梨子地の肌で、使い込むほど独特な味が出る。
錫は、金属の特性が軟らかいため、加工しやすく割れにくいという特長を持つ。熱伝導率が高いことから冷気や熱気が伝わりやすく、冷たい飲料を注ぐと表面が結露する程なため、持った際に中身の熱を感じやすく、タンブラーなどの杯や酒器に注ぐ飲料は冷たくも良く、温かみが伝わる温い温度も良い。空気中でも水中でも錆びないため、有害な物質が水中に溶け出し人体に悪影響が及ぶことも無い。分子が粗く不純物を吸収する特性があるため、水を浄化する作用があると職人の間では言われており、水が腐りにくく、花が長持ちすると職人の間では言われている。錫は現在も焼酎工場で蒸留器の管に使われている金属であり、金に続いて金属のイオン効果が大きいことから抗菌効果が高いため、花器は花を長持ちさせ、茶壷は香りが長く持つと職人の間では言われており、錫器に施された模様のザラザラ感は、ビールの泡立ちを良くし、焼酎をまろやかにし、酒の味を引き立てる。
気密性が高いのも特長の一つで、茶筒や茶壷は密閉性が高く、大久保利通が愛用していた後述の茶壷の様に、茶葉などの保存にも最適である。

### 種類
割れにくい特性や錆びない特性から、縁起物としても知られている。現在では、ロックグラス、コップ、切子グラスなどの杯、ちょか、茶筒、茶壷、茶器、酒器、正月の屠蘇器、花瓶、水差し、皿、神具、仏具、菓子器、置物など、伝統的な物からアクセサリー等まで数百種類の幅広い製品が作られている。中でも、冷たい飲み物が美味しく飲めると人気のタンブラーグラスが特に人気となっている。物によっては数年待ちの製品もある。
現在は、鹿児島市と霧島市の工房で製作されており、大正時代から100年以上続く工房や、錫の皿の製作体験ができる工房もある。ふるさと納税の返礼品にもなっており、AmazonのAmazon日本ストアなどの通信販売でも取り扱っている。

### 製造工程
薩摩錫器以外の国内における錫器は、大阪浪華錫器とその分派なため、鹿児島の薩摩錫器とは製法が異なる。高温では酸化するが常温では酸化しにくく、化合物も色が無い性質を持つ錫を用い、漆と酸で模様を作り出す独特の技法で生産。溶解から研磨まで全て手作業で作られる、
錫は軟らかく加工しやす金属だが、錫を溶かし鋳型に流し込む作業や、数十分の1ミリの精度で削る作業は、どれも熟練の技を必要とし、緻密な削り面や、磨きや、深いエッチングを施す作業は、かなりの集中力を必要とする繊細な作業なため、鍛錬を積み一人前の職人になるのは一般的に約30年かかる。鋳物であるがゆえに、解けた錫の湯玉が飛び散るため、職人は腕や胸に虫に刺されたような火傷の痕が残る。
工程はまず、製品の雛型を作るため、乾燥しておらず削りやすい生木を、横型旋盤のろくろに取り付け削り出し、次に厚紙で中心部分の形を取る。この厚紙は、その製品の外型における、以後の寸法の基本となる型紙になる。錫の塊をガスコンロ、もしくは鉄鍋で融解。外型や中の鋳型の芯を合わせ、息を止め溶けた錫をゆっくりと流し込み、冷え固まったら取り出す。溶けた錫を型に流し込む際に出来る金属の結晶組織が器の肌となり、後から修正できないため、出来の良し悪しは「鋳込み」と呼ばれるこの段階で決まる。
荒カンナを胸や腋の下に挟み、取り付けた横型旋盤に職人が平行に立ち、カンナを支点にして内や外の中心から偏った箇所や凹凸した酸化皮膜を、飛ぶように不規則に削る手法の「飛びカンナ」で削る。使用する職人が鍛冶を行い研ぎ上げ、常に刃を鏡のように保った荒カンナ1本、仕上カンナ5、6本、小さな仕上カンナ5、6本を駆使し、面に対し斜めに当て、刺身を引き切るように少しずつ削る。さらに仕上カンナでより形を整える。
後の作業で当金（）を必要とするため、付いた傷を繋いだり受痕を削り取れないという理由から、外側を削った時点で製品の底裏に銘を打刻。物によっては、それぞれの部位をはんだ付けで繋ぎ、表面を削り鏡のように仕上げる。
濃度が低い硝酸に耐える漆やインクなどの塗料で、模様や絵柄を描画。絵柄を指定して写植することも可能。1日乾燥させた後、艶消しのため濃度や温度を調整した低濃度の硝酸に一定時間浸す。エッチングによる化学反応で腐食させ、梨子地の肌を作る。梨子地の肌が出来たのを確認し、中和のため重曹の液に浸す。塗料をこすり落とすと、その部分はキラキラした模様が残る。ろくろに取り付け最終仕上げを行なう。
艶消しの製品以外は、さらに黒漆に顔料を混ぜて均等に塗り上げ、室（）に入れ乾燥。ろくろに取り付け磨き最終仕上げを行なう。
茶筒に関しては、蓋を乗せた重みで30秒かけ自然と閉まる高い気密性を持つ製品なため、気密性と開け閉めしやすさを兼ねるために、蓋と本体の隙間を繊細なアーチ状に加工する。

### 取り扱い上の注意点
錫は、熱伝導率が高い金属であるがゆえに、熱湯など熱い物を入れると錫器も持てなくなるほど非常に熱くなるため、火傷に注意する必要がある。錫は融点が低い金属ゆえに、直火にかけてはならない。冷蔵庫で保管すると金属が変質し、壊れる可能性がある。電子レンジや食器洗い機の使用もできない。
錫は軟らかい金属であるため、固い地面に落とすなど強い衝撃を与えると、へこんだり変形する場合があり、洗浄時に金たわしなど硬いものを使用すると傷が付く。茶壺や茶筒に関しては、蓋の部分を繊細なバランスで削り出しているため、水洗いをすると蓋が開きにくくなったり閉まりにくくなる場合がある。
レモン水など酸性の物を入れ長時間放置すると変色し、コーヒー用に使用し続けていると色を吸着する可能性がある。使用後は柔らかいスポンジを使い、水洗いかもしくは食器用の中性洗剤で洗い、水滴の跡を防ぐため乾いた布で拭き上げて水気を取ると良い。光沢を維持するためには、時々柔らかい布で手垢や汚れを拭き取ると良い。光沢が鈍った際には、半練りの歯磨剤を水で溶いたものを付けた柔らかいスポンジで拭き、それでも取れない汚れは、布を重曹を溶いた水に浸して良く磨いた後、水で洗い乾かし木綿の布で強めに拭くと良い。ただし、たまに飲み物を入れたまま一晩放置したり、時には水気を拭き取り忘れたからといって、直ぐに美しい外観が損なわれる訳では無いため、過度に神経質になる必要は無い。尚、いぶし仕上げは砥の粉を水に溶かし布に付け、徐々に摩擦すると綺麗になる。

## 歴史
最も古い錫器は、紀元前1500年頃の古代エジプト王朝の古代都市遺跡から発掘された「巡礼者の壷」と呼ばれる水壺と言われている。日本では、遣唐使が持ち帰ったとされている錫製の薬壺が数点、正倉院に保管されている。
薩摩で錫の鉱山が発見された時期は、『鹿児島県史 第二巻』によると、明暦元年（1655年）説と万治元年（1658年）説がある。薩摩では、地下資源開発の命を受けた八木主水佑元信（）によって、錫の鉱山「錫山（）」が発見され、元禄14年（1701年）に島津氏19代当主で薩摩藩2代目藩主である島津光久が、江戸幕府から採掘許可を得て薩摩藩の経営となった錫山は次々と拡張され、国内有数の錫鉱山となり多くの錫が採掘され、錫器の生産量も増えたと考えられており、金銀と並ぶ価値の高い金属だった当時の錫は、薩摩藩の重要な財源となった。
万治元年（1658年）に建築された島津家別邸の仙巌園には、薩摩藩主と世継ぎだけが通れる朱塗りの門「錫門」があり、その屋根には瓦ではなく総重量約1トンの錫で作られた板で葺かれている。薩摩で錫器を作り始めたのは、谷山鉱山が生産を増した文化10年（1813年）以後と広く見なされており、献上品として用いられるなど高級品として扱われていたが、橘南谿によって執筆された江戸時代の代表的な紀行文『西遊記』には「薩摩などは格別の遠国故にや、城下にもなお古風残れり。器物も酒の銚子といふものなし、皆　錫の徳利なり」と書かれていることから、執筆された当時は錫器の使用が古風だと考えられていたことや、すでに薩摩では錫器の生産が盛んで、徳利が広く使われていたことが窺い知れる。
錫は、和製大砲や建築の材料として幕末の集成館事業にも生かされた。明治からは、生産量の増加に伴い錫器の生産が盛んになり、次第に一般家庭でも使われるようになっていき、食器などや贈答品に広く用いられてきた。薩摩藩士の大久保利通は錫の茶壷を愛用しており、没後100年以上の月日が経ってから発見された愛用の茶壷の中からは、味や香りがいささかも損なわれていない新鮮な日本茶葉が出てきたという、密閉性の高さが窺える逸話もある。錫山鉱山は、明治期以降は島津家などが経営するも、第一次世界大戦後には軍備抑制などの影響により縮小を余儀なくされ、鉱山も一時休山となるが、その後「錫山工業組合」が生産を続け、鹿児島県の特産品として全国に名を馳せるほどとなり、戦前には工房が鹿児島市内に十数軒ある状態となる。1933年（昭和8年）のシカゴ万国博覧会では、出品された数多い日本の工芸品の中から唯一、薩摩錫器の工房が賞を獲得。戦中は、工房が焼失したり、錫が軍事用に回され錫の入手が困難な状態となる。
戦後、他の金属や合成樹脂を使用した商品が出現したことや、生活様式が大きく変化したことなどで、国内の錫業界は縮小。1988年（昭和63年）には鉱山が閉山し、鹿児島県では錫は産出されなくなり、原料はマレーシアから輸入された錫を使用するようになる。錫器の業界そのものも国内の生産業者が減り、錫器の工房は2022年（令和4年）時点で国内でも数軒、鹿児島県内では2軒のみとなっている。
2020年（令和2年）11月9日には、薩摩錫器職人の製造工である岩切學（）が、「現代の名工」の名で知られる令和2年度の卓越した技能者に、厚生労働省から選ばれた。2022年（令和4年）10月31日には、鹿児島サンロイヤルホテルで行われた2022かごしまの新特産品コンクールの工芸・生活用品部門において、出品された35品目の中から、薩摩錫桜島タンブラー「彩光」が最高賞である鹿児島県知事賞を受賞。この製品は、薩摩錫器の工房である岩切美巧堂と鹿児島県工業技術センターの共同開発により誕生。鹿児島県工業技術センターの特許技術である、桜島の溶岩から抽出した薄い膜をプラズマ成膜のスパッタリング装置で塗ってコーティングする技術を用い、溶岩100%のコーティング膜を付ける事で、光沢のある虹色に発色し輝く薩摩錫器のタンブラーであり、タンブラーの表面は桜島の石の模様のように、ゴツゴツした凹凸が施されている。